# Andreea Andrei
Andreea Andrei (ur. 15 grudnia 1988 w Bukareszcie) – rumuńska florecistka, srebrna medalistka mistrzostw świata. 
Podczas mistrzostw świata w Lipsku w 2005 roku Rumunki w składzie: Andreea Andrei, Cristina Ghiță, Roxana Scarlat i Cristina Stahl zdobyły srebrny medal w turnieju drużynowym. W tej samej konkurencji była także czwarta na mistrzostwach świata w Antalyi (2009). 
Ponadto zdobyła srebro w zawodach drużynowych na mistrzostwach Europy w Izmirze w 2006 roku.
Nigdy nie wzięła udziału w igrzyskach olimpijskich.